# عطر السيدة ذات الرداء الأسود (فلم 2005)
عطر السيدة ذات الرداء الأسود (بالفرنسية: Le Parfum de la dame en noir) هو فيلم كوميديا وغموض فرنسي، إنتاج عام 2005، من إخراج برونو بوداليديس وبطولة دينيس بوداليديس وسابيني أزيما وزابو بريتمان. 
وهو مقتبس من رواية عطر السيدة ذات الرداء الأسود للكاتب الفرنسي غاستون ليرو، المنشورة عام ١٩٠٨، والتي تصور المحقق جوزيف رولتابي. وهي رواية مكملة لرواية «لغز الغرفة الصفراء» التي صدرت في نفس العام.

## روابط خارجية
- عطر السيدة ذات الرداء الأسود  في قاعدة بيانات الأفلام على الإنترنت (بالإنجليزية)